# بافل واكومي
بافل لاكومي (من مواليد عام 1975) هو متسابق في رياضة الكانو بولندي الأصل. شارك في أواخر التسعينيات وفاز بالميدالية الفضية في سباق 200 متر K-4 في بطولة العالم لسباقات الكانو السريعة ICF عام 1999 في ميلانو.